# 에리크 사티

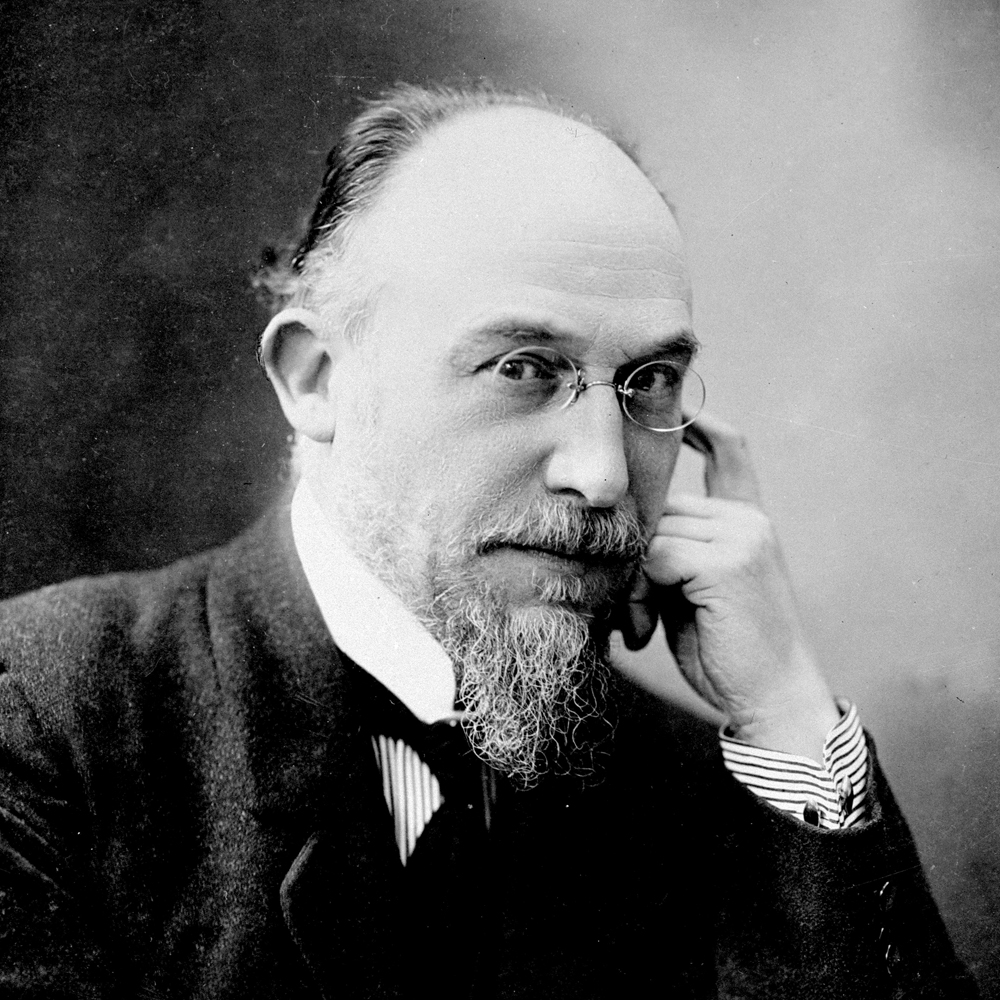
에리크 사티

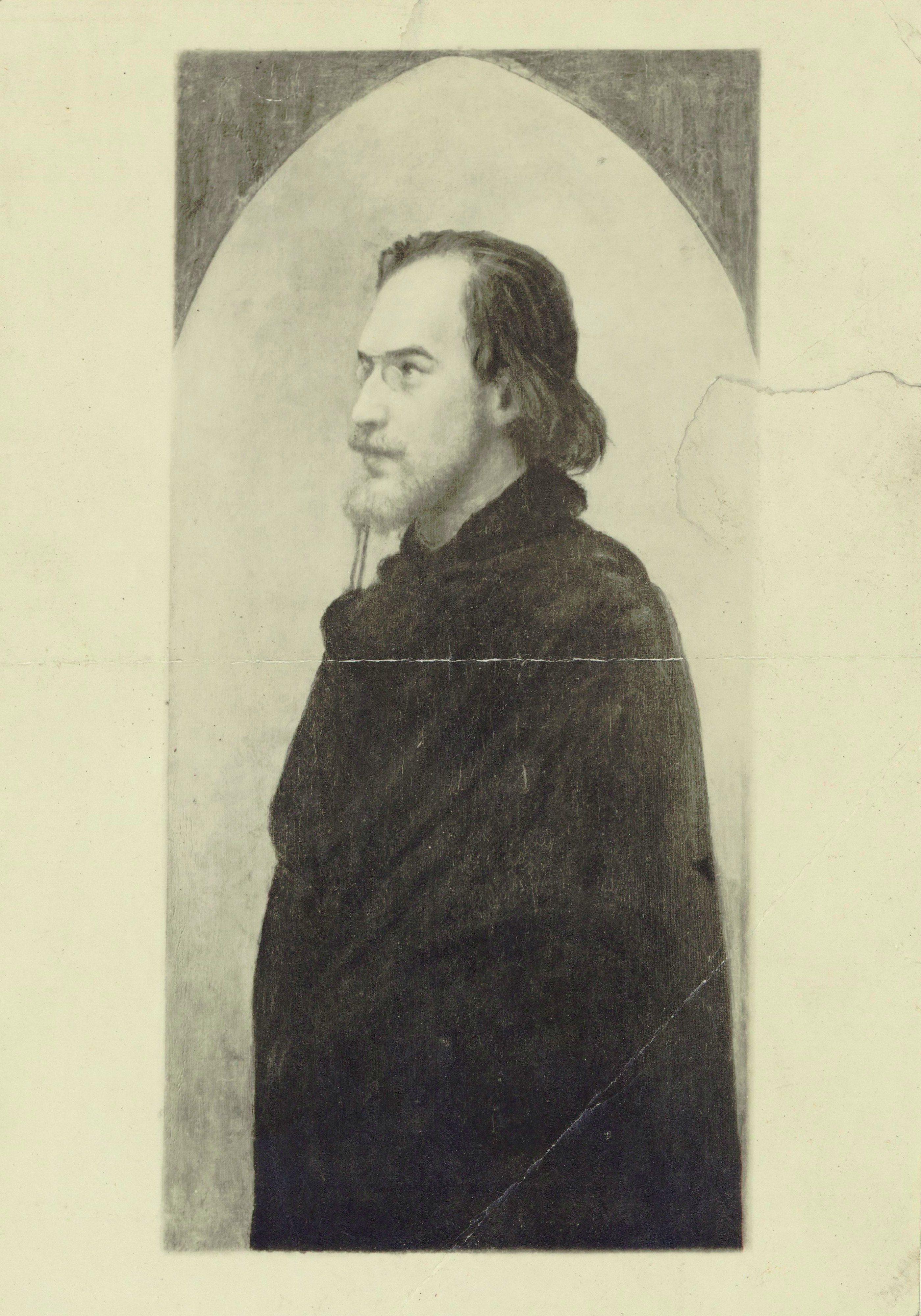
1895년의 에리크 사티

에리크 알프레드 레슬리 사티(프랑스어: Éric Alfred Leslie Satie, 1866년 5월 17일 ~ 1925년 7월 1일)는 프랑스의 작곡가이자 피아니스트이다. 1884년 그의 첫 작품에 에리크 사티(프랑스어: Erik Satie)라고 c 대신 k를 사용해 서명함으로써 Erik Satie라는 이름으로 알려지게 되었다.
작곡 이외에도 사티는 가명을 사용해 다다이즘 전문지 391나 대중문화를 다루는 Vanity Fair 등에 많은 글을 투고하였다.
사티는 20세기 파리의 아방가르드 작곡가들 중에서도 상당히 독특한 인물로 꼽히며, 미니멀리즘이나 부조리극 등 20세기 예술운동의 선구자로도 불린다.

## 생애

### 노르망디에서 몽마르트
에리크 사티는 노르망디 (레지옹) 칼바도스주 옹플뢰르에서 태어나 네 살때 아버지가 파리에서 번역가로 일을 하게 되어 파리로 거처를 옮기게 되었다. 그러나 몇 년 후, 그의 어머니가 세상을 뜨고 그는 다시 동생 콘라드와 함께 옹플뢰르로 돌아가 조부모와 같이 살게 된다. 사티는 고향에서 한 오르가니스트에게 그의 첫 음악 수업을 받았다. 1878년, 사티의 조모도 세상을 뜨게 되고 사티와 그의 동생은 다시 파리로 가서 재혼한 아버지와 다시 같이 살게 된다.
1879년에 사티는 파리 음악원에 입학하였으나, 교사들에게서 재능이 없다는 평을 듣게 된다. 2년 반 동안 고향에 돌아가 있었던 그는 다시 파리 음악원에 재입학하게 되는 데 여전히 그의 교사들은 그에게서 깊은 인상을 받지는 못했고 1년 후 사티에게는 의무적인 입영장이 날아오게 되었다. 그러나, 사티는 군생활에 전혀 적응을 못했고 결국 몇 주 안가 탈영을 해버리게 된다.
1887년, 사티는 고향을 떠나 몽마르트르에 세를 들어 살기 시작하고 그 때부터 Patrice Contamine이라는 시인과 친교를 맺게 된다. 사티의 첫 작품도 그 당시 그의 아버지에 의해 출판되었고 르 샤트 누아르라는 카바레 카페의 단골이었던 드뷔시 등의 예술가들과 어울리게 된다. 사티의 작품 짐노페디, 오지브, 노시엥 등도 이때 잇달아 출판되었다.
1890년, 그는 같은 도시에서 좀 더 작은 방을 구해 이사를 한다. 그 다음해에는 장미십자단에서 작곡과 카펠마이스터를 맡게 되고 이때 《Salut Drapeau!》, 《Le Fils des étoiles》, 《Sonneries de la Rose+Croix》 등의 작품을 쓰게 된다.
1892년 중반에 즈음하여 그는 자신만의 독특한 음악언어로 작품을 쓰기 시작했다. 그 해 가을, 사티는 펠라당이 이끌고 있었던 장미십자단을 떠나 그의 친구 드 라뚜(Contamine de Latour)와 함께 발레작 유스푸드를 쓰기 시작했고 그의 생각에 공감했던 동료들은 그를 위해 독특한(마치 새로운 비밀종파의 팸플릿같은) 홍보 책자를 제작해준다. 또한 사티는 바그너의 오페라를 중심으로 한 당시의 낭만주의에 상당히 회의를 느끼고 있었으며, 《Le Bâtard de Tristan》이라는 이름의 반-바그너 주의 오페라의 초연을 광고하고 다녔으나 정작 작품은 작곡하지 않았다.

### 수잔 발라동과의 사랑
1893년, 사티는 화가이자 그림모델이었던 수잔 발라동과 사랑에 빠지게 된다. 그녀와 하룻밤을 보낸 사티는 결혼을 신청했으나 거절당했다. 그러나, 그 후 수잔은 사티가 살고 있던 곳의 옆 방으로 이사하게 되었고, 사티는 점점 더 그녀에게 깊은 사랑을 느꼈다. 사티는 연애기간중 종종 흥분에 휩싸여 그녀에 관한 글을 쓰거나 "심신의 평화"를 찾기 위해 《Danses Gothiques》라는 작품을 썼고 수잔은 그의 초상화를 그려 그에게 선물하기도 했다. 그러나 몇 개월 후 수잔 발라동이 다른 곳으로 이사를 가며 그를 떠났을 때 그는 아주 큰 비탄에 잠기게 되었다. 그녀와의 관계는 사티의 생애에 있어서 유일한 연애였던 것으로 추정된다.

### 죽음
사티는 1925년 7월 1일, 간경변증으로 인해 사망했다. 그는 아르케이(Arcueil)에 있는 묘지에 묻혀 있으며 아파트 건물 앞 잔디밭에는 작은 석고 기념물 'Pack Erik Satie'가 놓여져 있다. 에릭 사티를 죽을 때까지 따라다닌 것은 가난과 독신이었다. 그는 평생 '무슈 르 포브' 즉, 가난뱅이 씨'라고 불릴 만큼 가난했으며, 단 한번의 연애를 끝으로 독신으로 살았다.

## 주요 작품

### 관현악
- 금가루(1901~2)
- 장밋빛 손가락을 가진 오로라(1916)
- 세 개의 피에스 몽테(1920)
- 가구 음악(1923)

### 발레
- 행렬(1916~17)
- 머큐리(1924)
- 휴식(1924)

### 실내악
- 좌우로 보이는 것(바이올린과 피아노)(1914)

### 피아노
- 맞보(4악장)(1886)
- 사라반드(3악장)(1887)
- 짐노페디(3악장)(1888)
- 그노시엔(6악장)(1889~97)
- 짜증(1893)
- 고딕식 소품(9악장)(1893)
- 하늘의 영웅문 전주곡(1894)
- 차가운 소품(6악장)(1897)
- 상자 안의 잭(1899)
- 꿈꾸는 물고기(1901)
- 배 모양으로 되어 있는 3개의 소품(1903)
- 엉성한 전주곡-개를 위해(1912)
- 원숭이의 춤(7악장)(1913)
- 바싹 마른 태아(1913)
- 자동 기술(1913)
- 스포츠와 디베르티스망(1914)
- 끝에서 두 번째의 생각들(1915)
- 사무실 소나티네(1917)
- 야상곡(1919)
- 첫 번째 미뉴에트(1920)

### 가곡
- 3개의 멜로디(1916)
- 4개의 작은 멜로디(1920)
- 나는 당신을 원해요(1903년 출판)

### 중창/합창
- 가난한 이를 위한 미사(1893~95)
- 준비네브 드 브라방(1899~1900)
- 소크라테스(1917~18)

## 같이 보기
- 인상주의 음악
- 다다이즘
- 초현실주의
- 미니멀리즘 음악